# Mavic
Mavic SAS ist ein französischer Hersteller von Fahrradkomponenten. Der Unternehmenssitz befindet sich in Epagny Metz-Tessy im Département Haute-Savoie, Frankreich. Der Unternehmensname ist ein Akronym für Manufacture d'Articles Vélocipédiques Idoux et Chanel („Fahrradteilehersteller Idoux und Chanel“). Bekannt ist das Unternehmen vor allem für die Herstellung von Laufrädern und Felgen. Viele Radprofis nutzen die Laufradsätze von Mavic, u. a. bei der Tour de France. 

## Geschichte
Das Unternehmen wurde 1889 von Charles Idoux und Lucien Chanel in Lyon als Manufaktur und Handelsunternehmen für Ersatzteile für Fahrräder gegründet. Seitdem hat sich die Firma MAVIC ausschließlich in diesem Segment wirtschaftlich betätigt.
Seit 1973 stellt Mavic seinen bekannten Service des Courses – einen unabhängigen Streckenservice – auf zahlreichen Radrennen zur Verfügung: Fahrzeuge, die mit Mavic Laufrädern und kompletten Fahrrädern beladen sind, folgen stets den Fahrern auf ihrer Strecke. Von den Mechanikern an Bord kann im Fall einer Panne ein Radwechsel oder bei einem Unfall ein kompletter Tausch des Fahrrades durchgeführt werden, unabhängig von der Teamzugehörigkeit. Da Mavic selbst nie komplette Fahrräder hergestellt hat, werden die neutralen Service-Rahmen von einem externen Hersteller gestellt. In letzter Zeit wurden dafür Rahmen von Cannondale und Litespeed genutzt, 2006 war es der Scott CR-1-Rahmen.
Im Jahr 2019 wurde Mavic an die amerikanische Investmentfirma Regent LP verkauft. Am 2. Mai 2020 meldete Mavic Konkurs an.
Im Juli 2020 übernahm die französische Investmentgruppe Bourrelier Group Mavic.

## Produkte
Seit der Gründung des Unternehmens wurden verschiedenste Komponenten für Fahrräder produziert, darunter Naben, Bremsen, Schutzbleche, Kassetten, Kettenblätter, Lenkköpfe, Fahrradcomputer, Ketten, Lenkervorbauten, Kurbeln, Tretlager, elektronische Schaltungen (Zap, Mektronic) und Fahrradbekleidung. Am bekanntesten ist Mavic jedoch für die Herstellung von Laufrädern.

## Bilder

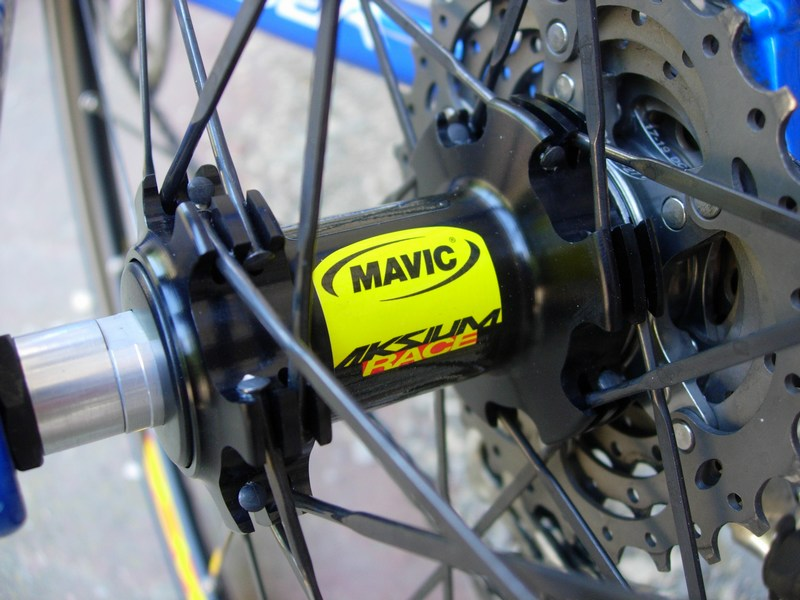
Aksium Nabe
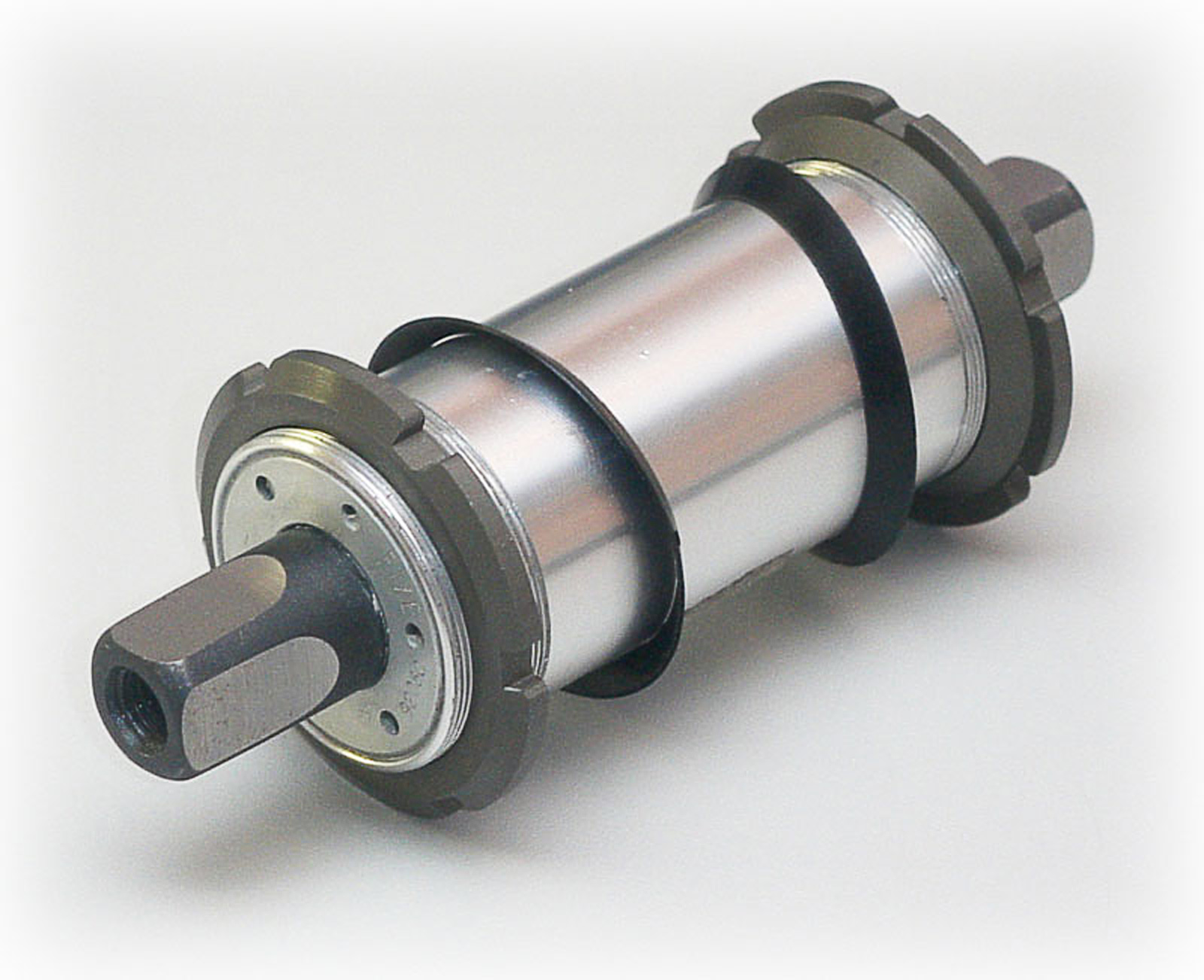
Reparaturlager von Mavic
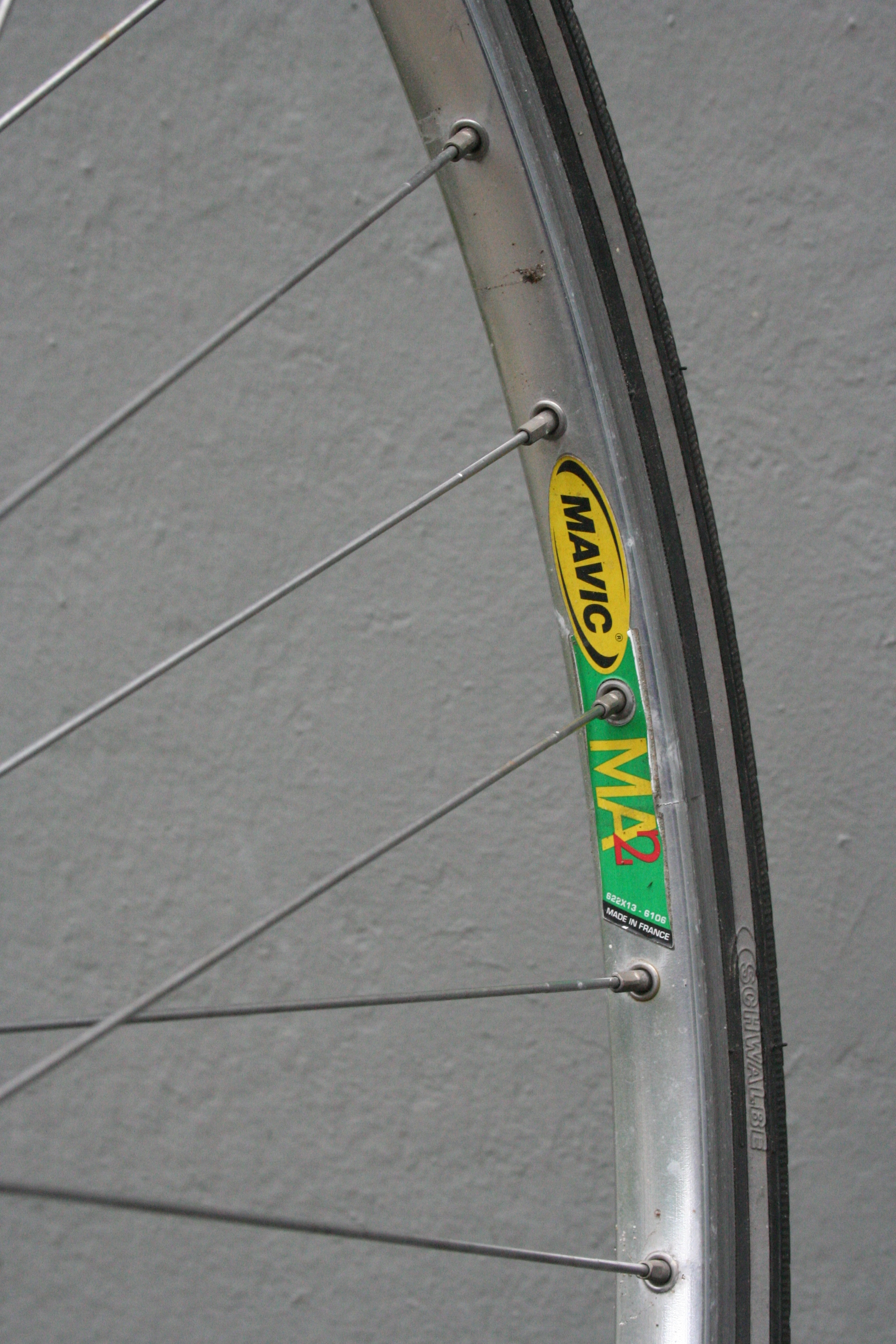
Mavic MA2 Felge
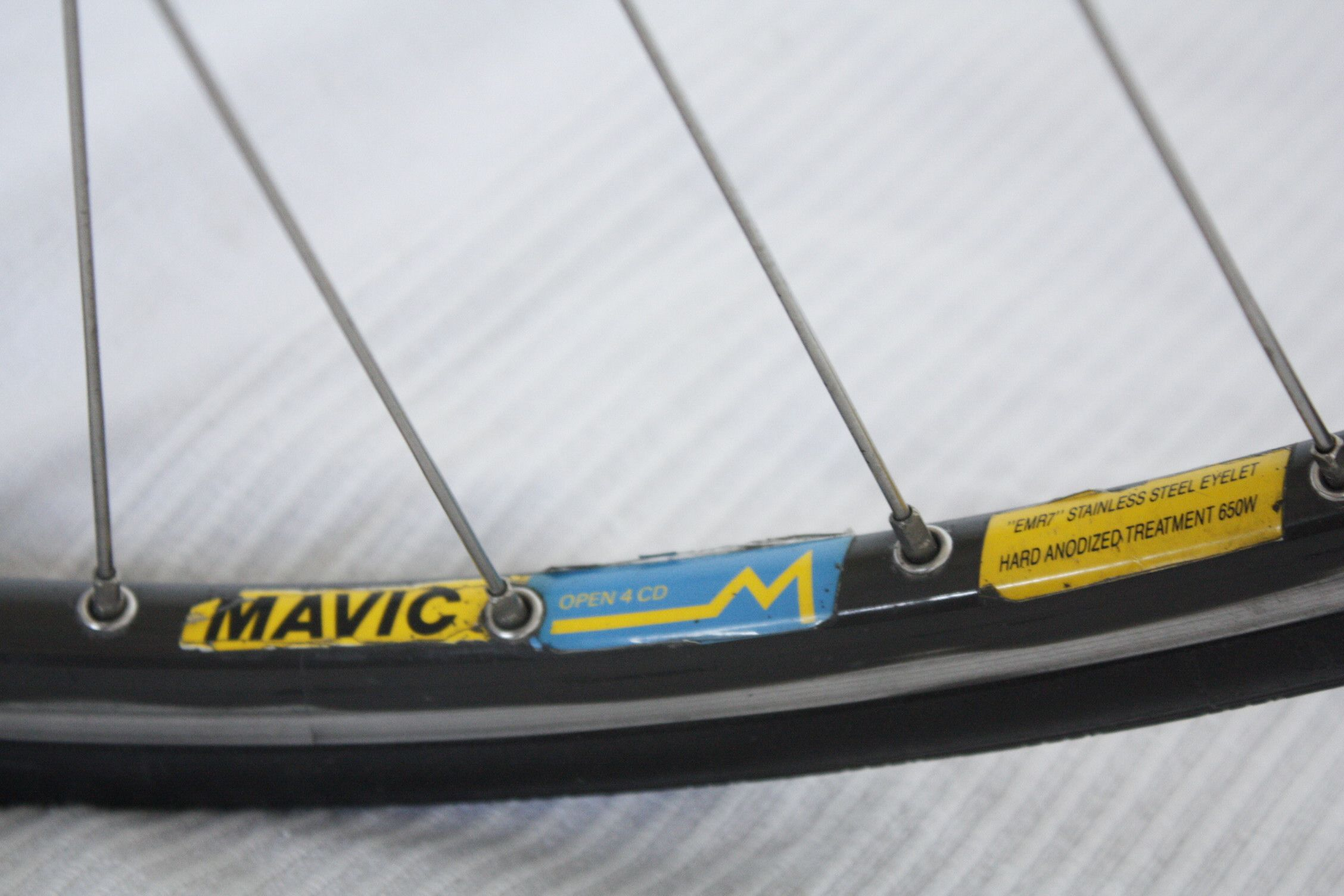
Mavic OPEN 4 Flachbett-Felge
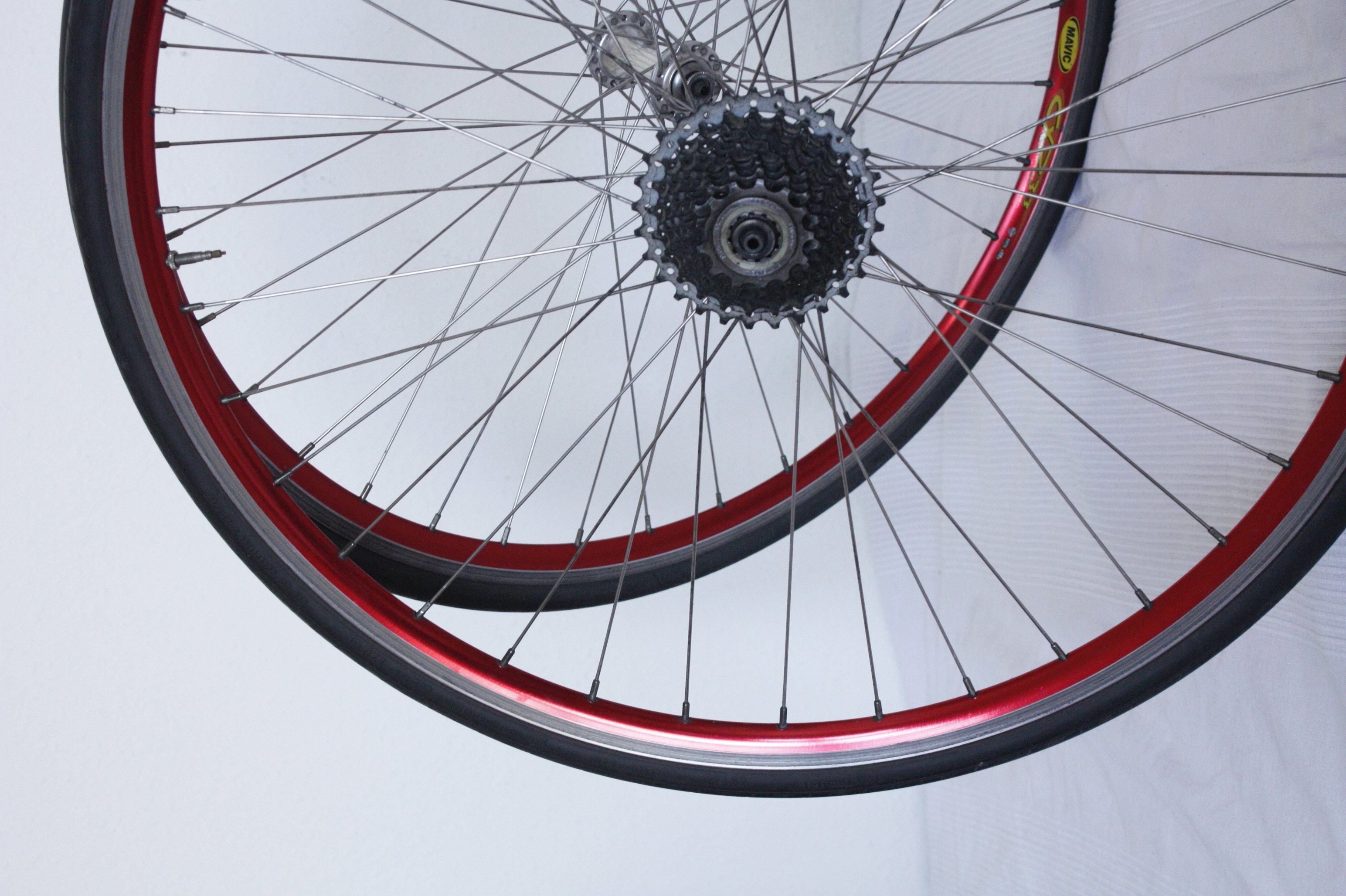
Mavic CXP 33 Felgen, rot eloxiert